# Citronelol
Citronelolul este o monoterpenoidă aciclică naturală ce este răspândită în uleiul volatil al unor specii vegetale, în special cele din genurile Cymbopogon și Pelargonium. Citronelolul este sintetizat în urma reacției de hidrogenare a geraniolului sau a nerolului. Analogul său cu funcție aldehidică se numește citronelal.